# روسکو سلو
روسکو سلو (به صربی: Rusko Selo) یک منطقهٔ مسکونی در صربستان است که در Kikinda Municipality واقع شده‌است. روسکو سلو ۲٬۸۱۱ نفر جمعیت دارد و ۷۱ متر بالاتر از سطح دریا واقع شده‌است.